# ニュージャージー・ターンパイク公社
ニュージャージー・ターンパイク公社 (英語: New Jersey Turnpike Authority、略称：NJTA)はアメリカ合衆国ニュージャージー州の2つの有料道路、ニュージャージー・ターンパイク（NJTP）とガーデンステート・パークウェイ（GSP）を管理・維持する機関である。

## 概要
ニュージャージー・ターンパイク公社（本社：イーストブランズウィック）は1949年の州法でニュージャージー・ターンパイクの建設・維持のために設立され、ターンパイクは1951年のオープンした。このために必要な借入金には債券が発行されて、有料料金から償還するようにした。
もうひとつの機関、 ニュージャージー道路公社（New Jersey Highway Authority、本社：ウッドブリッジ）がガーデンステート・パークウェイ（GSP）の建設・維持のために設立されて、パークウェイは1954年に開通した。
2003年、上記両機関は効率化のために合併するように法律が改正されて、しばらくして合併後のニュージャージー・ターンパイク公社の本社はウッドブリッジの新しい建物に移り、旧ニュージャージー道路公社の建物は州全体の交通管理センター（Statewide Traffic Management Center、略称：STMC）として使われている。
STMCはニュージャージー州交通部（NJ Department of Transportation）およびニュージャージー州警察（NJ State Police）も利用している。

## 参照項目
- ニュージャージー・ターンパイク
- ガーデンステート・パークウェイ